# Кауфман, Борис Матвеевич
Борис Матвеевич Кауфман (9 августа 1938, Баку — 18 августа 2015, Москва) — советский фотограф, фотожурналист, журналист.

## Биография
- 1959—1964 гг. — учёба в Московском государственном университете имени Ломоносова, факультет журналистики.
- 1961—1976 гг. — Агентство печати «Новости» (АПН), фотокорреспондент.
- 1972 г. — персональная выставка в Англии (Лондон).
- 1973 г. — участник и призёр World Press Photo, золотая медаль за серию «Женщины Дагестана»[1].
- 1976—1991 гг. — фотокорреспондент, заведующий отделом иллюстраций газеты «Московские новости».
- 1983 г. — международная выставка «Интерпрессфото», серебряная медаль за серию «Человек родился»[1].
- 1991—2006 гг. — Агентство «НГ-Фото», зам. главного редактора «Независимой газеты»[2].